# Lars Nordahl Lemvigh
Lars Nordahl Lemvigh  (født 4. november 1964 i Esbjerg) er nuværende direktør for Rønne Havn. Han har tidligere fungeret som direktør i Gældsstyrelsen, Beredskabsdirektør i TrekantBrand (Trekantområdets Brandvæsen), Sikkerheds- og Beredskabsdirektør i DSB samt produktionsdirektør i DSB S-tog. Han er MBA fra Copenhagen Business School og har en fortid som officer i Forsvaret. 

## Karriere
- 2022-nu    : Direktør for Rønne havn
- 2017-2022: Direktør i Gældsstyrelsen
- 2015-2017: Beredskabsdirektør i TrekantBrand (Trekantområdets Brandvæsen)
- 2013-2015: Direktør for Sikkerhed og Beredskab, DSB
- 2010-2013: Administrerende direktør og driftsdirektør i DSB Øresund A/S
- 2007-2010: Produktionsdirektør i DSB S-tog A/S

Uddannelse: Executive Master of Business Administration (E-MBA) fra Copenhagen Business School og Master, Military Science and Operational Art fra Det tyske Forsvarsakademi i Hamborg